# Правые (Эстония)
Правые (эст. Parempoolsed) — фискально-консервативная  политическая партия в Эстонии.

## История
Партия была сформирована в августе 2022 года в результате раскола в партии «Отечество».
Партия получила единственное место в Рийгикогу в сентябре 2022 года, когда исключённый из «Отечества» депутат Сийм Валмар Кийслер присоединился к ней. По результатам парламентских выборов 2023 года партия стала внепарламентской, получив 2.3% голосов избирателей и не преодолев избирательный барьер.

## Идеология
«Правые» — это правоцентристская партия. Их лидеры неоднократно заявляли о поддержке дальнейшего членства Эстонии в Европейском Союзе и его едином рынке. Кроме того, они заявляют, что выступают против «бюрократии», «популизма» и того, что они считают «левым поворотом» в эстонской политике. В своей программе они призывают к большей приватизации и конкуренции в сфере здравоохранения, а также к финансовой ответственности и снижению налогов в целом. Они поддерживают иммиграцию, заявляя, что «консервативная политика не состоит в отказе от иммиграции», но заявляя, что ею следует управлять «исходя из интересов экономики и безопасности Эстонии». Также они намерены ограничить «государственный сбор данных о частной жизни людей» и отменить минимальный размер оплаты труда.

## Рекомендации
1. ↑  ERR News. Дата обращения: 10 марта 2023. Архивировано 27 марта 2023 года.
2. ↑  Põhimõtted - Parempoolsed (неопр.) (2022). Дата обращения: 10 марта 2023. Архивировано 7 марта 2023 года.
3. ↑  Внутрипартийный раскол в "Отечестве" может увенчаться появлением новой правой партии. Эстония (27 марта 2022). Дата обращения: 10 марта 2023. Архивировано 10 марта 2023 года.
4. ↑  ГАЛЕРЕЯ | В Эстонии учреждена новая политическая партия - „Правые“. Delfi RUS. Дата обращения: 10 марта 2023. Архивировано 10 марта 2023 года.
5. ↑  Whyte, Andrew. Lavly Perling sole candidate for Parempoolsed leader (англ.). Архивировано 8 марта 2023. Дата обращения: 18 августа 2022.
6. ↑  Turovski, Marcus. Parempoolsed register as party, Perling elected chair (англ.). Архивировано 8 марта 2023. Дата обращения: 18 августа 2022.
7. ↑  Правление Isamaa исключило из партии пять членов. Delfi RUS. Дата обращения: 10 марта 2023. Архивировано 10 марта 2023 года.
8. ↑  ERR. Kiisler läheb Reinsalu asendusliikmena riigikokku Parempoolseid esindama (эст.). ERR (18 июля 2022). Дата обращения: 10 марта 2023. Архивировано 10 марта 2023 года.
9. ↑  Левая партия и Партия правых получат государственное финансирование. Выборы (6 марта 2023). Дата обращения: 10 марта 2023. Архивировано 10 марта 2023 года.
10. ↑  Manifest - Parempoolsed (неопр.) (2022). Дата обращения: 10 марта 2023. Архивировано 7 марта 2023 года.
11. ↑  Parempoolsete maailmavaate alused (эст.). Parempoolsed. Дата обращения: 10 марта 2023. Архивировано 7 марта 2023 года.